# Vulcanodon
Vulcanodon é um gênero de dinossauro da família Vulcanodontidae do Jurássico Inferior do Zimbábue. há uma única espécie descrita para o gênero Vulcanodon karibaensis. Seus restos fósseis foram encontrados no lago Cariba em 1969.
Inicialmente foi classificado na família Melanorosauridae, como um Prosauropoda. Reanálises posteriores demonstraram que a espécie pertencia ao grupo Sauropoda, e em 1984, Michael Cooper classificou-a numa família distinta, a Vulcanodontidae.
Era um herbívoro e quadrúpede que podia medir cerca de 6,5 metros de comprimento e 2,5 metros de altura.

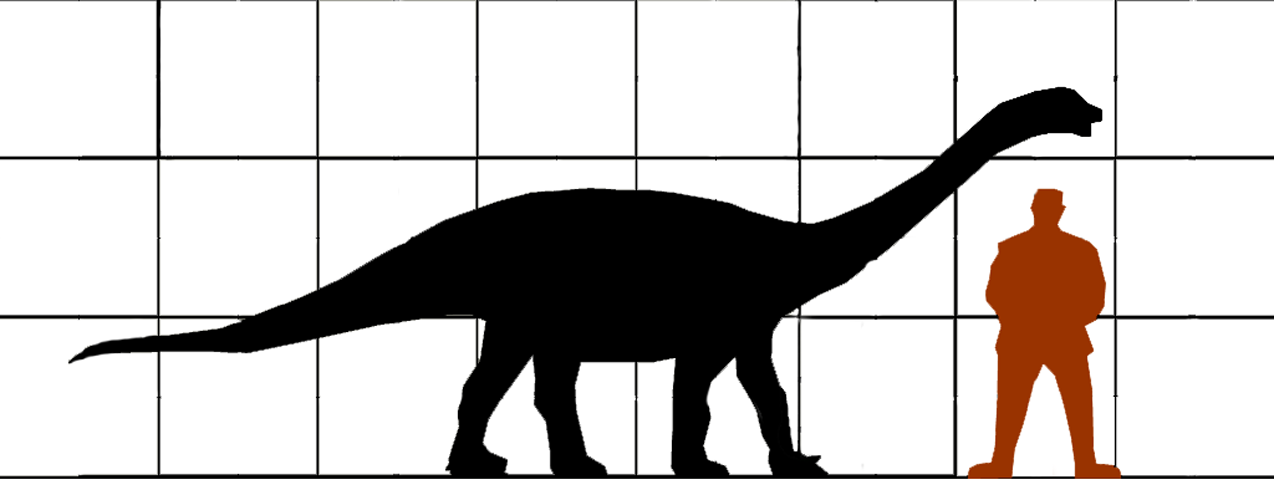
A comparação do tamanho do Vulcanodon com o tamanho do homem.